# Muzeul orașului Atena
Muzeul orașului Atena (Fundația Vouros-Eutaxias) este un muzeu de artă și fosta reședință regală din Atena, Grecia. Acesta găzduiește o colecție de articole legate de orașul Atena, colectate de colecționarul de artă Lambros Eutaxias⁠(d). Colecția cuprinde antichități, artă bizantină, sculpturi, picturi, desene, fotografii și lucrări din metal, sticlă și textile. De asemenea, include mobilier aranjat în camere de zi tipice ale aristocrației ateniene din secolul al XIX-lea.
Această clădire a fost primul palat regal al Greciei sub domnia lui Regelui Otto al Greciei.